# Amphipoea nigrisignata
Amphipoea nigrisignata là một loài bướm đêm trong họ Noctuidae.